# Kindia (prefektur)
Kindia är en prefektur i Guinea.   Den ligger i regionen Kindia Region, i den västra delen av landet, 110 km nordost om huvudstaden Conakry. Antalet invånare är 286 152.
Följande samhällen finns i Kindia:
- Kindia